# Мері Шерман Морган
Мері Шерман Морган (англ. Mary Sherman Morgan; нар. 4 листопада 1921 — пом. 4 серпня 2004) — американська науковиця та інженерка, яка розробила рідке ракетне паливо гайдайн.

## Ранні роки
Мері народилася на фермі Майкла та Дороті Шерманів у місті Рей, Північна Дакота. У 1939 році вона на відмінно закінчила школу. Потім вона поступила на хімічну спеціальність Майнотського державного університету.

## Кар'єра
Через війну виникла нестача чоловічих кадрів, зокрема хіміків та інших вчених. З огляду на її знання у хімії, Мері пропонують роботу на заводі в Сендаскі, штат Огайо. Хоч це й передбачало відкладення навчання, через брак грошей, вона погоджується на роботу, не знаючи деталей. Виявилось, що це робота на воєнному заводі Plum Brook Ordnance Works, де виготовлялися вибухові речовини тринітротолуол (ТНТ), динітротолуол (ДНТ) і пентоліт.
У 1943 році Мері Шерман завагітніла поза шлюбом, що в ті часи вважалося ганебним. Вона жила зі своєю кузиною у Гуроні, штат Огайо. У 1944 році вона народила дочку Мері Г. Шерман, яку вона віддала на вдочеріння кузині Мері Гіббард та її чоловіку Ірвінгу. Дитині дали нове ім'я Рут Естер.
Пропрацювавши у роки війни над розробкою вибухових речовин для армії, Мері подала заявку на роботу в North American Aviation і була взята у компанію Rocketdyne Division, розташовану в Канога Парк, Лос-Анджелес. Незабаром вона отримала посаду спеціаліста з теоретичної продуктивності, який відповідав за розрахунок очікуваної продуктивності нових ракетних палив. З 900 інженерів вона була єдиною жінкою й однією з небагатьох без вищої освіти.
Працюючи в North American Aviation, Мері познайомилася зі майбутнім чоловіком — Джорджем Річардом Морганом, випускником механічної інженерії Калтеху. У них народилося четверо дітей: Джордж, Стівен, Моніка та Карен.

## Ракетне паливо
Командою Вернера фон Брауна розроблялася модифікація ракети Редстоун, Юпітер-Сі. Для удосконалення показників першого ступеня вони уклали контракт на розроблення палива більшої потужності з North American Aviation's Rocketdyne Division.
Мері Шерман Морган працювала у групі доктора Джейкоба Сілвермана у North American Aviation's Rocketdyne Division. Завдяки досвіду роботи з новими ракетними паливами, за контрактом вона була призначена технічним керівником. Результатом роботи Морган стало нове паливо, гайдайн. Гайдайн — суміш несиметричного диметилгідразину (60 %) і диетилентриаміну (40 %). Перший політ Redstone R&D на гайдайні відбувся 29 листопада 1956 року. Згодом із використанням гайдайну було проведено три тестові польоти головного обтічника Юпітер-Сі. Чотириступенева модифікація Юпітер-Сі Джуно I, використовувалась для запуску першого американського штучного супутника Землі Експлорер-1. Після запуску Юпітер-Сі та шести запусків Джуно I, США перейшли на потужніші види палива.

## Смерть
Мері Шерман Морган померла від емфіземи 4 серпня 2004 року.

## У культурі
Мері Шерман Морган стала об'єктом напів біографічної театральної п'єси її сина Джорджа Моргана. Вистава «Rocket Girl» була спродюсована Theater Arts at California Institute of Technology (TACIT) і поставлена режисером Брайаном Брофі у Каліфорнійському технологічному інституті 17 листопада 2008 року. Джордж Морган зізнався, що на час смерті Мері знав дуже мало про життя та роботу матері, оскільки її робота була пов'язана з таємними даними. Вона настільки тримала все у таємниці, що Джордж навіть не знав про її хворобу аж до останніх місяців її життя, а про сестру дізнався аж у 2007 році.